# إيفان تورينا
إيفان تورينا (بالكرواتية: Ivan Turina) (3 أكتوبر 1980 كرواتيا - 2 مايو 2013 ستوكهولم السويد) هو لاعب كرة قدم كرواتي سابق كان يلعب كحارس مرمى.

## وصلات خارجية
إيفان تورينا على موقع اتحاد كرواتيا (الكرواتية)
- إيفان تورينا على موقع اتحاد السويد (السويدية)
- إيفان تورينا على موقع قاعدة بيانات كرة القدم.إي يو (الإنجليزية)
- إيفان تورينا على موقع ناشيونال فوتبول تيمز (الإنجليزية)
- إيفان تورينا على موقع Soccerway.com (الإنجليزية)
- إيفان تورينا على موقع عالم كرة القدم.نت (الإنجليزية)
- إيفان تورينا على موقع AS.com (الإسبانية)